# Šverceri hlapić (1999.)
Šverceri hlapić je film iz 1999. godine u produkciji Nove TV, a režirali Luka Juričić i Borko Perić. U filmu su prvijenci Jadranke Đokić i Luke Juričića.

## Uloge
- Jadranka Đokić - Nataša Mrlek
- Elvira - Miss Shoe
- Matija Ferlin - pomoćnik Miss Shoe
- Marko Juraga - Hlapić 2
- Luka Juričić - Don Pancettone
- Siniša Majstorović - Kriminalac
- Samanta Milotić - Gita
- Martina Orlić - Sporedan lik
- Milan Peranović - Prodavac kremica
- Borko Perić - Hlapić 1
- Romina Vitasović - Lily Picek

## Vanjske poveznice
- Sverceri hlapic u internetskoj bazi filmova IMDb-a
- na Film.web